# Julien Doré
Julien Doré (Alès, 7 luglio 1982) è un cantautore e attore francese.

## Biografia
Originario di Alès, non è un discendente del pittore Gustave Doré, ma un discendente del compositore Emile Waldteufel.
Ha vinto la quinta edizione del programma televisivo Nouvelle Star, in onda sulla TV francese M6.
Nel giugno 2008 ha pubblicato l'album d'esordio Ersatz. 
I suoi primi tre album, ossia Ersatz, Bichon (marzo 2011) e Løve (ottobre 2013) hanno raggiunto le prime posizioni della classifica di vendita stilata dallo Syndicat national de l'édition phonographique.
Ha partecipato nei panni di se stesso in alcuni episodi della sitcom francese Chiami il mio agente!.
Ha talvolta lavorato come attore in film e serie TV.

### Vita privata
Dal 2007 al 2010 ha avuto una relazione con Louise Bourgoin, e dal 2010 al 2012 con Marina Hands. Attualmente è impegnato con una donna che non fa parte del mondo dello spettacolo, dalla quale ha avuto un figlio.

## Discografia
Album studio
- 2008 - Ersatz
- 2011 - Bichon
- 2013 - Løve
- 2016 -  &
- 2020 - Aimée

## Filmografia

### Attore

#### Cinema
- Ensemble, nous allons vivre une très, très grande histoire d'amour..., regia di Pascal Thomas (2010)
- Vampires, regia di Vincent Lannoo (2010)
- Pop Redemption, regia di Martin Le Gall (2013)
- Estuaire, regia di Gaëtan Chataigner (2013)
- Chez nous c'est trois !, regia di Claude Duty (2013)

#### Televisione
- Chiami il mio agente! (Dix pour cent) – serie TV, 6 episodi (2017-2018)
- Panda – serie TV (2023-in produzione)

#### Cortometraggi
- Les Astres noirs, regia di Yann Gonzalez (2009)
- Le Cri cosmique, regia di Jules-César Bréchet (2010)

### Doppiatore
- Derek Dietl in Mostri contro alieni (versione francese)
- Percy Patterson in Smallfoot - Il mio amico delle nevi (versione francese)

## Doppiatori italiani
Nelle versioni in italiano delle opere in cui ha recitato, Julien Doré è stato doppiato da:
- Emiliano Coltorti in Chiami il mio agente!
- Raffaele Carpentieri in Panda